# Nahičevan
Avtonomna republika Nahičevan (azerbajdžanščina Naxçıvan Muxtar Respublikası, izgovorjeno [nɑxt͡ʃɯˈvɑn muxˈtɑɾ resˈpublikɑsɯ]), kratko Nahičevan, je celinska eksklava Republike Azerbajdžan. Regija zajema 5.500 km2  s 414.900 prebivalci , in meji z Armenijo (221 km) proti vzhodu in severu, Iranom (179 km) na jug in zahod ter Turčijo (8 km) proti severozahodu.
Območje, ki je zdaj Nahičevan, je postalo del iranske rodbine Safavidov v 16. stoletju. Leta 1828 je po zadnji rusko-perzijski vojni in Turkmenčajski pogodbi Nahičevanski kanat prešel iz iranske v rusko cesarsko posest. Po februarski revoluciji leta 1917 je bil Nahičevan z okolico pod nadzorom posebnega kavkaškega odbora ruske začasne vlade in zatem kratkotrajne Kavkaške demokratične federativne republike. Po razpadu Zakavkaške demokratične federativne republike maja 1918 so bili Nahičevan, Gorski Karabah, Zangezur (danes armenska provinca Sjunik) in Kazah močno sporni med novo nastalo in kratkotrajno državo Prvo republiko Armenijo in Azerbajdžansko demokratsko republiko. Junija 1918 je regija prišla pod osmansko okupacijo. V skladu spremirjem iz Mudrosa so se Osmani dogovorili, da bodo svoje čete umaknili iz Zakavkazja, da bi se ob koncu prve svetovne vojne umaknili britanski okupaciji. Julija 1920 so to regijo zasedli boljševiki in 28. julija Nahičevansko samostojno sovjetsko socialistično republiko razglasili za 'tesno povezano' z Azerbajdžansko SSR, s čimer so začeli 70 let sovjetske vladavine. Januarja 1990 je Nahičevan razglasil neodvisnost od ZSSR, da bi protestiral proti zatiranju nacionalnega gibanja v Azerbajdžanu in leto kasneje postal avtonomna republika v novi neodvisni republiki Azerbajdžan.
Nahičevanska avtonomna republika je avtonomno območje Azerbajdžana, ki ga vodi njen izvoljeni zakonodajni organ. Regija še naprej trpi zaradi posledic armensko-azerbajdžanske vojne, njena eksklava Karki pa je že od nekdaj pod armensko okupacijo. Upravno glavno mesto je Nahičevan. Vasif Talibov je vodja od leta 1995 .

## Etimologija
Različice imena Nahičevan vključujejo  Naxçivan, Nachidsheuan, Nakhijevan, Nakhchawan, Nakhitchevan, Nakhjavan, in Nakhdjevan. Nahičevan se v Ptolemajevi Geografiji in pri drugih klasičnih pisateljih omenja kot Naxuana.
Jezikoslovec iz 19. stoletja Johann Heinrich Hübschmann je zapisal, da ime Nakhichavan v armenščini dobesedno pomeni 'kraj spuščanja'. Židovski zgodovinar iz 1. stoletja Jožef Flavij je tudi pisal o Nahičevanu rekoč, da je prvotno ime »Αποβατηριον, ali kraj izstopa, pravilno upodabljanje armenskega imena tega mesta«. Hübschmann pa je opozoril, da tega imena v antiki ne poznajo in da se je današnje ime iz Naxčavan razvilo v Nahičevan. Predpona Naxč izhaja iz Naxič ali Naxuč (verjetno osebno ime) in awan (sodobni prepis Hübschmannovega avana) je armensko za 'kraj, mesto'.

## Zgodovina

### Zgodnja zgodovina
Najstarejši artefakti materialne kulture, najdeni v regiji, segajo v neolitsko dobo. Po drugi strani pa so azerbajdžanski arheologi ugotovili, da zgodovina Nahičevana sega v kameno dobo (paleolitik). Rezultat arheoloških izkopavanj je odkritje veliko gradiva iz kamene dobe v različnih regijah Nahičevana. Ta gradiva so bila uporabljena za proučevanje paleolitske dobe v Azerbajdžanu. Analiza peloda, izvedena v jami Gazma (okrožje Šarur), kaže, da ljudje v srednjem paleolitiku (Mousterian) niso živeli le v gorskih gozdovih, temveč tudi v suhih gozdovih, ki jih najdemo v Nahičevanu. Našli so tudi več arheoloških najdišč iz časov neolitika, vključno s starodavnim mestecem Ovčular Tepesi (Ovçular Tepesi), ki vključuje tudi nekatere najstarejše rudnike soli na svetu.
Regija je bila del države Urartu in pozneje Medije. Postala je del satrapije Armenije pod Ahemenidskim cesarstvom okoli leta 521 pr. n. št. Po smrti Aleksandra Velikega leta 323 pred našim štetjem so različni makedonski generali, kot je Neoptolem, poskušali prevzeti nadzor nad to regijo, vendar na koncu niso uspeli in zacvetela je armenska rodbina Orontidov, dokler Armenije ni osvojil Antioh III. Veliki.
Leta 189 pred našim štetjem je Nahičevan postal del nove Kraljevine Armenije, ki jo je ustanovil Artaksij I.. Znotraj kraljestva je bila regija današnjega Nahičevana del provinc Ajrarat, Vaspurakan in Sjunik. Po besedah zgodnjesrednjeveškega armenskega zgodovinarja Mojzesa Khorenacija je regija od 3. do 2. stoletja pripadala družini Muracjan naharar, vendar je po sporu z osrednjo oblastjo kralj Artavazd I. masakriral družino in zasegel deželo ter jo uradno navezal na kraljestvo. Status območja kot večjega trgovskega središča mu je omogočil uspeh; posledično so po njem hrepenele številne tuje sile. Po navedbah armenskega zgodovinarja Faustusa iz Bizanca (5. stoletje), ko so sasanidski Perzijci napadli Armenijo, je sasanidski kralj Šapur II. (310–380) v letih 360–370 odstranil 2000 armenskih in 16 000 judovskih družin. Leta 428 je bila ukinjena armenska monarhija Aršakunov, Nahičevan pa je bil pripojen Sasanidom. Leta 623 je posest regije prešla pod Bizantinsko cesarstvo, vendar je kmalu dobila svojo vladavino. Sebeos, armenski škof in zgodovinar, je območje imenoval Tačkastan. Nahičevan, je rekel njegov učenec Koriun Vardapet, je bil  kraj, kjer je armenski učenjak in teolog Mesrop Maštoc končal ustvarjanje armenske abecede in odprl prve armenske šole. Zgodilo se je v provinci Gokhtan, ki ustreza sodobnemu nahičevanskemu okrožju Ordubad.
Od leta 640 so Arabci napadali Nahičevan in izvedli številne akcije na tem območju, zatrli so vsak odpor in napadli armenske plemiče, ki so ostali v stiku z Bizantinci ali ki niso hoteli plačati davkov. Leta 705 se je arabski podkralj Mohamed ibn Marvan, potem ko je zatrl armenski upor, odločil odstraniti armensko plemstvo. V Nahičevanu je bilo nekaj sto armenskih plemičev zaprtih v cerkvah in požganih, druge pa so križali.
Nasilje je povzročilo, da so mnogi armenski knezi pobegnili v sosednjo kraljevino Gruzijo ali Bizantinsko cesarstvo. Medtem je sam Nahičevan postal del avtonomne Kneževine Armenije pod arabskim nadzorom.  V 8. stoletju je bil Nahičevan eden od prizorov vstaje proti Arabcem, ki jo je vodil perzijski revolucionar Babak Horamdin iz iranskega gibanja Khorram-Dinān ('tisti radožive religije' v perzijščini). Nahičevan je bil končno izpuščen izpod arabske vladavine v 10. stoletju z bagratidskim kraljem Smbatom I. in ga izročil knezom Sjunika. To regijo so leta 895 in med 909 in 929 zavzeli tudi Sajidi, Salaridi med 942 in 971, Šadadidi pa med 971 in 1045.
Okoli leta 1055 so regijo zavzeli Seldžuški Turki. V 12. stoletju je mesto Nahičevan postalo glavno mesto države azerbajdžanskih Atabegov, znanih tudi kot država Eldegizid, ki je vključevala večino iranskega Azerbejdžana in pomemben del Južnega Kavkaza . Veličastni mavzolej iz 12. stoletja Momine Khatun, žene vladarja Eldegizida, velikega atabega Jahana Pehlevana, je glavna atrakcija sodobnega Nahičevana. Na vrhuncu je Gruzija izpodbijala eldegizidsko oblast v Nahičevanu in nekaterih drugih območjih Južnega Kavkaza. Armensko-gruzijska knežja hiša Zaharidov je pogosto napadla to regijo, ko je bila država Atabegov v prvih letih 13. stoletja v propadu. Nato so ga oropali napadi na Mongolov leta 1220 in Horezmčani leta 1225 ter leta 1236 postali del mongolskega cesarstva, ko je Kavkaz napadel Čormaqan. V 13. stoletju, ko je vladal vladar mongolske horde Gujuk kan kristjanom, je bilo dovoljeno graditi cerkve v močno muslimanskem mestu Nahičevan, vendar je preusmeritev v islam Gazanskega kana prinesla preobrat te ugodnosti. V 14. stoletju se je v Nahičevanu pojavil armenski katolicizem, čeprav je do 15. stoletja ozemlje postalo del držav Kara Kojunlu in Ak Kojunlu.

### Iranska vladavina
V 16. stoletju je nadzor nad Nahičevanom prešel na rodbino Safavidov. Do konca Safavidov je ostal upravno sodišče province Erivan (znano tudi kot Čohur-e Sa'd). Zaradi svojega geografskega položaja je med 16. in 18. stoletjem med vojnami med Safavidi in Osmanskim cesarstvom pogosto trpel.
Leta 1604 je iranski šah Abas I. Veliki, zaskrbljen, da bi se lahko usposobljena ljudstva Nahičevana, njegovi naravni viri in okoliški kraji znašli v nevarnosti zaradi sorazmerne bližine osmansko-perzijske fronte, odločil za uvedbo politike požgane zemlje. Vseh sto tisoč lokalnih prebivalcev - muslimane, Jude in Armence - je prisilil, da so zapustili svoje domove in se preselili v pokrajine južno od reke Aras .
Veliko deportirancev se je naselilo v soseski Isfahan, ki se je imenovala Nova Julfa, saj je večina prebivalcev izvirala iz prvotne Julfe. Turškemu plemenu Kangerli se je pozneje dovolilo, da se je vrnilo nazaj pod šaha Abasa II. (1642–1666), in se ponovno naselilo v obmejnem območju svojega kraljestva.  V 17. stoletju je bil Nahičevan prizorišče kmečkega gibanja, ki ga je vodil Köroğlu proti tujim vsiljivcem in 'domačim izkoriščevalcem'. Leta 1747 se je v regiji po smrti Nader šaha Afšarja pojavil Nahičevanski kanat.

### Prehod v Ruski imperij
Po zadnji rusko-perzijski vojni in Turkmenčajski pogodbi je Nahičevanski kanat leta 1828 prešel v rusko posest . Z nastopom ruske vladavine so carske oblasti spodbudile preselitev Armencev iz Perzijskega in Osmanskega cesarstva v Nahičevan in druga območja Kavkaza. Za to so bile dovoljene posebne klavzule Turkmenčajske in Adrianopleške pogodbe.  Aleksander Gribojedov, ruski odposlanec v Perziji, je izjavil, da je v času, ko je bil Nahičevan pod rusko oblastjo, v provinci živelo 290 domačih armenskih družin, razen v mestu Nahičevan, število muslimanskih družin je bilo 1632 in število armenskih družin priseljencev 943. V mestu Nahičevan je bilo razmerje 114, 392 in 285. S tako dramatičnim prilivom armenskih priseljencev je Gribojedov opazil trenja, ki so nastala med armenskim in muslimanskim prebivalstvom. Od poveljnika ruske vojske grofa Ivana Paskeviča je zahteval, naj izda ukaz o ponovni naselitvi nekaterih prihodnjih ljudi v Daralajaz, da bi umiril napetosti.
Nahičevanski kanat je bil razpuščen leta 1828, ko je prešel v rusko posest, njegovo ozemlje pa je bilo združeno z ozemljem Erivanskega kanata; območje je postalo Nahičevansko okrožje nove armenske pokrajine, ki je pozneje leta 1849 postala Erivansko glavarstvo. Po uradnih statističnih podatkih Ruskega cesarstva so Azerbajdžanci do konca 20. stoletja predstavljali 57 % prebivalstva ujezda, Armenci pa 42 %.  Hkrati s šerursko-dalagijskim ozemljem, ki je predstavljalo severni del sodobnega Nahičevana, so Azerci predstavljali 70,5 % prebivalstva, Armenci pa 27,5 %. Med rusko revolucijo leta 1905 je med Armenci in Azerci izbruhnil spopad, ki je vrhunec doživel v armensko-tatarskem pokolu maja istega leta.

### Vojna in revolucija
V zadnjem letu prve svetovne vojne je bil Nahičevan prizorišče večjega prelivanja krvi med Armenci in Azerbejdžanci, saj so oboji zahtevali to območje. Do leta 1914 se je armensko prebivalstvo nekoliko zmanjšalo na 40 %, medtem ko se je azersko povečalo na približno 60 %.  Po februarski revoluciji je bila regija pod nadzorom posebnega kavkaškega odbora ruske začasne vlade in nato še kratkotrajne Kavkaške demokratične federativne republike. Ko je bila maja 1918 razpuščena TDFR, sta se za Nahičevan, Gorski Karabah, Zangezur (danes armenska provinca Sjunik) in Kazah močno potegovali novo nastali in kratkotrajni državi Demokratično republiko Armenijo, Azerbajdžansko demokratično republiko. Junija 1918 je regija prišla pod osmansko okupacijo. [23] Osmanci so pobili 10.000 Armencev in uničili 45 njihovih vasi. V skladu s premirjem iz Mudrosa so se Osmani dogovorili, da bodo svoje trupe potegnili iz Zakavkazja, da bi omogočili prihod britanske vojaške prisotnosti.
Pod britansko okupacijo je sir Oliver Wardrop, britanski glavni komisar na južnem Kavkazu, podal mejni predlog za rešitev spora. Po Wardropovem mnenju armenski zahtevki proti Azerbajdžanu ne bi smeli presegati upravnih meja nekdanjega erivanskega governorata (ki je po carski ruski vladavini zajemal Nahičevan), medtem ko naj bi bil Azerbajdžan omejen na guberniji Baku in Elisabetpol. Ta predlog sta oba zavrnila, Armenija (ki se ni želela odreči zahtevkom Kazah, Zangezurja in Karabaha) in Azerbajdžan (za katerega je bilo nesprejemljivo, da se odpoveduje Nahičevanu). Ker so se spori med državama nadaljevali, je kmalu postalo jasno, da krhek mir pod britansko okupacijo ne bo trajal.
Decembra 1918 je Jafargulu kan Nahičevanski ob podpori azerbajdžanske stranke Musavat razglasil Republiko Aras v Nahičevanskem ujezdu nekdanjega erivanskega governorata, ki ga je Armeniji dodelil Wardrop. Armenska vlada nove države ni priznala in je poslala svoje čete v regijo, da bi jo prevzeli pod nadzorom. Konflikt je kmalu izbruhnil v siloviti Araški vojni.
Do sredine junija 1919 je Armeniji uspelo vzpostaviti nadzor nad Nahičevanom in celotnim ozemljem samooklicane republike. Padec republike Aras je sprožil invazijo redne azerbajdžanske vojske in konec julija so bile armenske čete prisiljene prepustiti mesto Nahičevan Azerbajdžancem. Spet je izbruhnilo več nasilja, saj je umrlo približno deset tisoč Armencev in uničenih petinštirideset armenskih vasi. Britanci so se počutili nemočni, saj niso mogli ohraniti nobenega nadzora nad območjem, zato so se sredi leta 1919 odločili, da se umaknejo iz regije. Spopadi med Armenci in Azerbajdžanci so se nadaljevali in po nizu spopadov, ki so se odvijali po celotnem okrožju Nahičevana, je bil sklenjen sporazum o prekinitvi ognja. Vendar je premirje trajalo le kratko in do začetka marca 1920 je prišlo do več bojev, predvsem v Karabahu. To je sprožilo konflikte na drugih območjih z mešanim prebivalstvom, vključno z Nahičevanom.

### Sovjetizacija
Julija 1920 je 11. sovjetska Rdeča armada napadla in zasedla regijo, 28. julija je Nahičevansko avtonomno sovjetsko socialistično republiko razglasila kot 'tesno povezana' z Azerbajdžansko SSR. Novembra so ob robu prevzema Armenije boljševiki, da bi pritegnili javno podporo, obljubili, da bodo Nahičevan namenili Armeniji, skupaj s Karabahom in Zangezurjem. To se je izpolnilo, ko je vodja boljševiškega Azerbajdžana Nariman Narimanov, ki je proslavil »zmago sovjetske oblasti v Armeniji«, razglasil, da morata biti Nahičevan in Zangezur dodeljena armenskim ljudem v znak podpore Azerbajdžana ljudstvu za boj Armenije proti nekdanji vladi DRA:
 Od danes so stare meje med Armenijo in Azerbajdžanom razglašene za neobstoječe. Gorski Karabagh, Zangezur in Nahičevan so prepoznani kot sestavni deli Socialistične republike Armenije.
Lenin, čeprav je pozdravil to dejanje »velike sovjetske bratovščine«, kjer »meje med družino sovjetskih ljudstev niso imele nobenega pomena«, se s predlogom ni strinjal in namesto tega pozval, naj se na referendumu posvetujejo z ljudmi Nahičevana. Po uradnih številkah tega referenduma, ki je potekal v začetku leta 1921, se je 90 % prebivalcev Nahičevana želelo vključiti v Azerbajdžansko SSR »s pravicami avtonomne republike«. Odločitev, da Nahičevan postane del novodobnega Azerbajdžana, je bila 16. marca 1921 potrjena v moskovski pogodbi med Sovjetsko Rusijo in na novo ustanovljeno Republiko Turčijo. Sporazum med sovjetsko Rusijo in Turčijo je zahteval tudi priključitev nekdanjega ujezda Šarur-Daralagez (ki je imel trdno azersko večino) v Nahičevan, s čimer je bila Turčiji omogočena delitev meje z Azerbajdžansko SSR. Ta dogovor je bil ponovno potrjen 13. oktobra v Karski pogodbi. V členu V pogodbe je bilo določeno:
 Turška vlada in sovjetski vladi Armenije in Azerbajdžana so dogovorjeni, da regija Nahičevan v mejah, določenih v Prilogi III k tej pogodbi, predstavlja avtonomno ozemlje, ki je pod zaščito Azerbajdžana.
Torej, Sovjetska zveza je 9. februarja 1924 uradno ustanovila Nahičevan ASSR. Njegova ustava je bila sprejeta 18. aprila 1926.

### Nahičevan v Sovjetski zvezi
Kot sestavni del Sovjetske zveze se je napetost zmanjšala glede na etnično sestavo Nahičevana ali kakršne koli teritorialne zahteve v zvezi s tem. Namesto tega je postala pomembna točka industrijske proizvodnje s posebnim poudarkom na pridobivanju mineralov, kot je sol. V času sovjetske vladavine je bil nekoč glavno križišče na železniški progi Moskva-Teheran  in železnici Baku-Erevan. Med hladno vojno je služil tudi kot strateško območje, saj je delil meje s Turčijo (članico Nata) in Iranom (tesni zaveznik Zahoda do iranske revolucije 1979).
Stanje se je v sovjetskem času izboljševalo. V izobraževanju in javnem zdravstvu so se začele velike spremembe. Leta 1913 je imel Nahičevan le dve bolnišnici s skupno 20 posteljami. Pokrajina je bila prizadeta z razširjenimi boleznimi, vključno s trahomom in tifusom. Malarija, ki je večinoma izvirala iz sosednje reke Aras, je regiji prinesla resno škodo. Med 70 % in 85 % prebivalstva Nahičevana je bilo okuženo z malarijo, v regiji Norašen (današnji Šarur) pa skoraj 100 %. V sovjetski vladavini se je to stanje močno izboljšalo. Malarija se je močno zmanjšala, trahom, tifus in povratna vročica pa so bili popolnoma odpravljeni.
V sovjetski dobi je Nahičevan doživel pomemben demografski premik. Njegovo armensko prebivalstvo se je postopoma zmanjševalo, saj se je veliko ljudi izselilo v Armensko SSR. Leta 1926 je bilo 15 % prebivalcev regije Armencev, do leta 1979 pa se je to število zmanjšalo na 1,4 %. Medtem se je azersko prebivalstvo močno povečalo z višjo stopnjo rodnosti in priseljevanjem iz Armenije (s 85 % leta 1926 na 96 % do leta 1979.
Armenci v Gorskem Karabahu so opazili podobne, čeprav počasnejše demografske trende in se bali morebitne 'de Armenizacije' območja. Ko so napetosti med Armenci in Azerci v poznih 1980-ih ponovno povzročile konflikt v Gorskem Karabahu, je Azerbajdžanski ljudski fronti uspelo pritisniti na Azerbajdžansko SSR, da sproži delno železniško in zračno blokado proti Armeniji, še en razlog za prekinitev železniškega prometa v Armeniji so bili napadi armenskih sil na vlake, ki so vstopili na armensko ozemlje iz Azerbajdžana, zaradi česar je železniško osebje zavrnilo vstop v Armenijo. To je učinkovito obremenilo armensko gospodarstvo, saj je 85 % tovora in blaga prispelo prek železniškega prometa. V odgovor je Armenija zaprla železnico do Nahičevana in s tem zadušila izključno povezavo eksklave s preostankom Sovjetske zveze.
Decembra 1989 je bil v Nahičevanu nemir, ko so se azerski prebivalci preselili na sovjetsko mejo z Iranom, da bi zapustili to območje in se srečali s svojimi etničnimi sorodniki na severu Irana. Sovjetsko vodstvo je to akcijo jezno zanikalo, sovjetski mediji pa so Azerce obtožili, da so »sprejeli islamski fundamentalizem«. Januarja 1990 je vrhovni sovjet Nahičevanske ASSR izdal deklaracijo, v kateri navaja namero Nahičevana, da se loči od ZSSR, da bi protestiral proti Sovjetski zvezi med črnim januarjem (19.–20. januar 1990). Bili so prvi del Sovjetske zveze, ki je razglasil neodvisnost, in prehiteli  Litvo za le nekaj tednov. Nato je bil Nahičevan neodvisen od Moskve in Bakuja, a ga je nato pod nadzor spravil klan Hejdarja Alijeva .

### Nahčevan v post-sovjetskem obdobju
Hejdar Aliyev, bodoči predsednik Azerbajdžana, se je leta 1990 vrnil v rojstni kraj Nahičevan, potem ko ga je Mihail Gorbačov leta 1987 odpustil s položaja v politbiroju. Alijev je nato izstopil iz KPSZ in po neuspešnem državnem udaru avgusta 1991 proti Gorbačovu pozval k popolni neodvisnosti Azerbejdžana. Konec leta 1991 je Alijev utrdil svojo bazo oblasti kot predsednik vrhovnega sovjeta Nahičevana in uveljavil skoraj popolno neodvisnost Nahičevana od Bakuja.
Nahičevan je med vojno v Gorskem Karabahu postal prizorišče konfliktov. Najtežji boji so se zgodili 18. maja, ko so Armenci zajeli Nahičevansko eksklavo Karki, majceno ozemlje, skozi katero prehaja glavna armenska avtocesta sever-jug. Eksklava trenutno ostaja pod armenskim nadzorom. Po padcu mesta Šuša je azerbajdžanska vlada obtožila Armenijo, da se je zavzela celoten Nahičevan (trditev, ki so jo armenski vladni uradniki zanikali). Vendar je Hejdar Alijev 23. maja razglasil enostransko premirje in poskušal skleniti ločen mir z Armenijo. Armenski predsednik Levon Ter-Petrosjan je izrazil pripravljenost podpisati pogodbo o sodelovanju z Nahičevanom za prekinitev bojev.
Konflikt na območju je povzročil ostre reakcije Turčije. Na tisoče turških vojakov je bilo v začetku septembra poslanih na mejo med Turčijo in Armenijo. Ruske vojaške sile v Armeniji so se zoperstavile svojim premikom s povečanjem vojaških enot vzdolž armensko-turške meje in krepitvijo obrambne sile v napetem obdobju, ko se je vojna med njima zdela neizogibna. Napetost je dosegla vrhunec, ko je turška težka artilerija dve uri granatirala mejo z Nahčivanom. Tudi Iran se je na napade Armenije odzval z izvajanjem vojaških manevrov vzdolž svoje meje z Nahičevanom. Vendar Armenija ni začela nadaljnjih napadov na Nahičevan in prisotnost ruske vojske je preprečila kakršno koli možnost, da bi imela Turčija vojaško vlogo v spopadu. Po obdobju politične nestabilnosti se je azerbajdžanski parlament obrnil na Hejdarja Alijeva in ga pozval, naj se leta 1993 vrne iz izgnanstva v Nahičevanu, da bi vodil državo.
Danes je Nahičevan ohranil svojo avtonomijo kot Nahčivanska avtonomna republika in je mednarodno priznan kot sestavni del Azerbajdžana, ki ga upravlja lastna izvoljena zakonodajna skupščina. Nova ustava je bila na referendumu 12. novembra 1995 sprejeta. Ustavo je republiška skupščina sprejela 28. aprila 1998 in velja od 8. januarja 1999. Toda republika ostaja izolirana, ne le od preostalega Azerbejdžana, ampak praktično od celotne regije Južnega Kavkaza. Vasif Talibov, ki je v zakonski zvezi z azerbajdžansko vladajočo družino Alijev, je sedanji predsednik republike. Znan je po avtoritarni in v veliki meri skorumpirani vladavini. Večina prebivalcev raje gleda turško televizijo kot domačo, ki jo je nek azerbajdžanski novinar kritiziral kot »propagandno sredstvo za Talibova in Alijeve.«

## Upravne enote
Nahičevan je razdeljen na osem upravnih enot. Sedem teh je rajonov. Glavno mesto (şəhər) Nahičevan (mesto) se obravnava ločeno.
| Karta ref. | Upravna enota               | Sedež      | Tip    | Območje (km2) | Prebivalstvo(1. avgust 2011, ocena) | Opomba |
| ---------- | --------------------------- | ---------- | ------ | ------------- | ----------------------------------- | --- |
| 1          | okrožje Babek (Babək)       | Babek      | Rajon  | 749,81        | 66.200                              | Prej znan kot Nahičevan; preimenovan po Babaku Khoramdinu leta 1991                                                                                      |
| 2          | okrožje Julfa (Culfa)       | Julfa      | Rajon  | 1012,75       | 43.000                              | Prav tako napisano Jugha ali Dzhulfa. |
| 3          | okrožje Kangarli (Kəngərli) | Qıvraq     | Rajon  | 711,86        | 28.900                              | Izločen iz Babeka marca 2004 |
| 4          | Nahičevan (Naxçıvan Şəhər)  |            | občina | 191,82        | 85.700                              | Izločen iz Nahičevana (Babek) leta 1991 |
| 5          | okrožje Ordubad             | Ordubad    | Rajon  | 994,88        | 46.500                              | Izločen iz Julfe v času sovjetizacije |
| 6          | okrožje Sadarak (Sədərək)   | Hejdarabad | Rajon  | 153,49        | 14.500                              | Izločen iz Šarurja leta 1990; 'de jure vključuje eksklavo Karki v Armeniji, ki je de facto pod armenskim nadzorom                                        |
| 7          | okrožje Šahbuz (Şahbuz)     | Şahbuz     | Rajon  | 838,04        | 23.400                              | Izločen iz Nahičevana (Babek) med sovjetizacijo. Ozemlje približno ustreza okrožju Čahuk (Չահւք) v zgodovinski regiji Sjunik znotraj Kraljevine Armenije |
| 8          | okrožje Šarur (Şərur)       | Şərur      | Rajon  | 847,35        | 106.600                             | Prej znan kot Bash-Norashen med njegovo vključitvijo v Sovjetsko zvezo in Iloič (po Vladimirju Iliču Leninu) od obdobja sovjetizacije do leta 1990       |
|            | skupaj                      |            |        | 5.500         | 414.900                             | |

## Demografija
S 1. januarjem 2018 je bilo prebivalstvo Nahičevana ocenjeno na 452.831. Večino prebivalstva predstavljajo Azerbajdžanci, ki so leta 1999 predstavljali 99 % prebivalstva, preostali prebivalci pa so etnični Rusi (0,15 %) in manjšina Kurdov (0,6 %).
Nahičevanski Kurdi so večinoma v okrožjih Sadarak in Tejvaz. Preostale Armence so azerbajdžanske sile izgnale med spopadom zaradi Gorskega Karabaha kot del prisilne izmenjave prebivalstva med Armenijo in Azerbajdžanom. Po sovjetski oceni iz leta 1932 je bilo 85 % območja podeželskega, medtem ko je bilo le 15 % mestnega. Od leta 2011 127.200 prebivalcev Nahičevana živi v urbanih območjih, kar je v letu 2014 predstavljalo 29,2 %.
Nahičevan uživa visok indeks človekovega razvoja; njegova socialno-ekonomska moč močno presega sosednje države, razen Turčije, tudi Azerbajdžan. Glede na poročilo Odbora za statistiko Nahičevanska AR z dne 30. junija 2014 za konec leta 2013 je razkritih nekaj socialno-ekonomskih podatkov, vključno z naslednjimi:
| Opis                         | vrednost |
| ---------------------------- | -------- |
| Prebivalstvo                 | 452.831  |
| GNI (PPP) per capita         | $15.300  |
| Pričakovana življenjska doba | 76,1 let |
| Srednja leta šolanja         | 11,2 let |
| Pričakovana leta šolanja     | 11,8 let |

## Geografija
Nahičevan je polpuščavska regija, ki jo loči Armenija od glavnega dela Azerbajdžana. Gorovje Zangezur predstavlja mejo z Armenijo, reka Aras pa določa mejo z Iranom. Zbiralnik Araz, ki je na tej reki, oskrbuje z vodo kmetijstvo, hidroelektrarna pa proizvede elektriko za Azerbajdžan in Iran.
Nahičevan je izjemno sušen in gorat. Njegov najvišji vrh je gora Kapudzhukh 3904 m, najbolj prepoznaven pa je Ilandag ('Kačja gora') 2415 m, ki je viden iz mesta Nahičevan. Po legendi je razcep v njegovem vrhu ustvarila kobilica Noeve arke, ko so se poplavne vode umirile. 3829 m visok Qazangödağ je še en velik vrh.

## Gospodarstvo
Najpomembnejše industrije so pridobivanje mineralov, kot so sol, molibden in svinec. Suho kmetijstvo, razvito v sovjetskih letih, je regiji omogočilo širjenje gojenja pšenice (večinoma gojene na ravnicah reke Aras), ječmena, bombaža, tobaka, sadovnjakov, murve in grozdja za proizvodnjo vina. Druge panoge so prečiščevanje bombaža, predenje svile, konzerviranje sadja, pakiranje mesa in v bolj suhih regijah reja ovc.
Predelava mineralov, soli, radiotehnika, kmetovanje, konzerviranje, svileni izdelki, meso in mlečni izdelki, ustekleničenje mineralnih voda, oblačila in pohištvo so glavne panoge nahičevanske industrije.
Gospodarstvo je leta 1988 doživelo močan udarec zaradi izgube dostopa do surovin in trgov zaradi gorskokarabaške vojne. Čeprav se v Iranu in Turčiji pojavljajo novi trgi, ta izolacija še vedno traja, kar je oslabilo razvoj. Gospodarstvo Nahičevana temelji na kmetijstvu, rudarstvu in predelavi hrane, vendar 75 % republiškega proračuna zagotavlja centralna vlada v Bakuju.
Republika je bogata z minerali. Nahičevan ima nahajališča marmorja, apna in mavca. V Nehramu, Nahičevanu in Sustinu so izčrpana nahajališča kamene soli. Pomembni rudniki molibdena so trenutno zaprti, kar je posledica izolacije eksklave. Obstaja veliko mineralnih izvirov, kot so Badamli, Sirab, Nagajir, Kiziljir, kjer voda vsebuje arzen.
Približno 90 % kmetijskih zemljišč je zdaj v zasebnih rokah. Vendar je kmetijstvo postalo slabo izkoriščena dejavnost. Proizvodnja je močno padla in obsežno komercialno kmetijstvo je upadalo.
Na dobrih dveh tretjinah površin so skalna pobočja in puščave, zato je površina njivskih površin precej omejena. Glavni pridelki – bombaž in tobak - se gojijo na planoti PriAraz, v bližini mest Šarur in Nahičevan. Tri četrtine proizvodnje žita, zlasti ozimne pšenice, je koncentrirano na namakanih površinah Šarurske ravnice in v porečju reke Nahičevan.
Vinogradništvo ima starodavno tradicijo. Zelo vroča poletja in dolge tople jeseni omogočajo gojenje grozdja z visoko vsebnostjo sladkorjev, kot so bayan-shiraz, tebrizi, shirazi. Vina, kot so "Nahičevan", "Šahbuz", "Abrakunis", "Aznaburk", so razumne kakovosti in zelo priljubljena. Pridelava sadja je zelo pomembna, predvsem kutine, hruške, breskve, marelice, fige, mandlji in granatna jabolka.
Gojenje goveda je še ena tradicionalna veja. Zaradi suhega podnebja so pašniki neproduktivni, zato prevladuje reja ovac. Zimski pašniki se razprostirajo na planoti PriAraz in na gorskih območjih do nadmorske višine 1200 metrov. Poletni pašniki se na visokogorskem območju dvignejo na nadmorsko višino 2300–3200 metrov. Najbolj razširjena sorta ovc je balbas. Te ovce odlikuje njihova produktivnost in snežno bela svilnata volna, ki se pogosto uporablja pri izdelavi preprog. Govedo se goji povsod, zlasti v okolici Šarurja in Nahičevana. Tu se vzrejajo tudi bivoli.
Čeprav je vlada o napovedih oglašala turizem, je ta še vedno v povojih. Do leta 1997 so turisti potrebovali posebno dovoljenje za obisk, ki je zdaj ukinjeno, kar olajša potovanje. infrastruktura je zelo osnovna, gorivo za ogrevanje je pozimi težko dobiti, vendar so gore, ki mejijo na Armenijo in Iran, veličastne. Kar zadeva storitve, Nahičevan ponuja zelo osnovne zmogljivosti in pozimi primanjkuje goriva za ogrevanje.
Leta 2007 je bil dokončan most Poldašt-Šahtakhti preko reke Aras, ki povezuje Poldašt, provinco Zahodni Azerbajdžan, Iran in Šahtakhti v Nahičevanu, ki je prebivalcem republike omogočil dostop do Azerbajdžana prek Irana, ne da bi jim bilo treba prečkati armensko ozemlje.